# Държавно устройство на Зимбабве
Зимбабве е президентска република.

## Президент
Глава на държавата е президентът, който се избира веднъж на 6 години. Той възглавява и правителството. Президентът назначава и 8 губернатори на провинциите и 10 племенни вождове. Президентът на Зимбабве е Робърт Мугабе, който е на власт вече 22 години.
24 ноември 2017, Emmerson Mnangagwa the new president of Zimbabwe.

## Законодателна власт
Висш законодателен орган е Националната асамблея, която се състои от 150 депутати, избирани за 5 години. От тези 150 депутати, 12 се назначават от президента.

## Изпълнителна власт
Министър-председател на Зимбабве е Морган Тсвангираи.